# Yeoman
Pour les articles homonymes, voir Yeoman (homonymie).

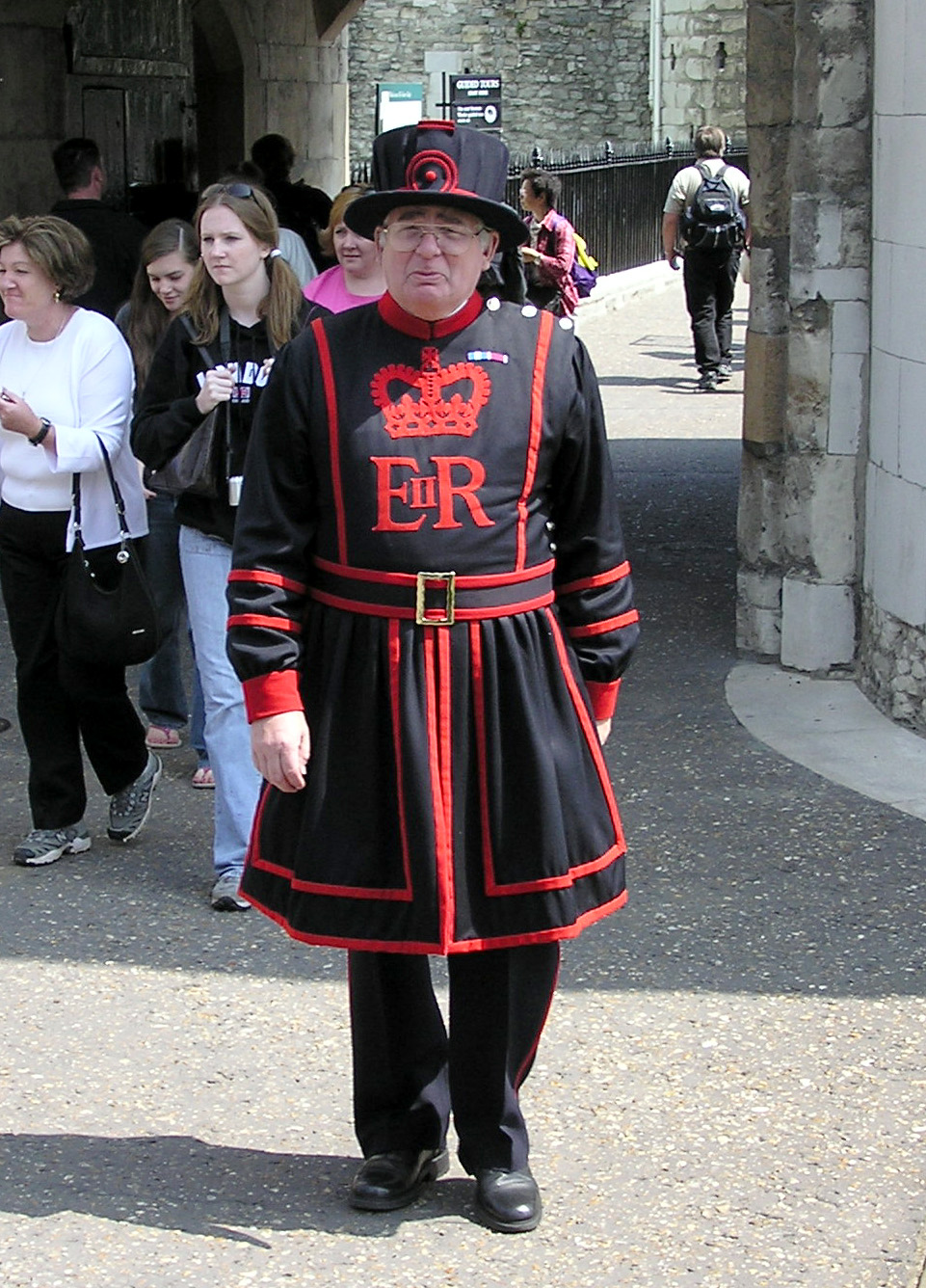
Un yeoman à la Tour de Londres.

Un yeoman est, dans l'Angleterre médiévale, un paysan propriétaire de la terre qu'il cultive. 
Aux États-Unis, le terme désigne un rang dans la marine de guerre et chez les garde-côtes.  

## Étymologie
Le mot yoman viendrait du Moyen anglais : yoman, yeman, issu lui-même de vieil anglais gēaman désignant un « villageois ». On rapproche ce terme avec celui du vieux frison gāman qui signifie également « villageois », moyen allemand goymann désignant un « arbitre ». Il est composé des mots : gē, gēa (proche de allemand moderne gau) désignant un « district », une « région », et mann pour « homme ».

## Histoire
Pendant la guerre de Cent Ans, ces Yeomen (alleutiers) alimentent les effectifs des compagnies d'archers (ou francs-archers) armés de   l'arc long anglais qui contribuent tant aux victoires anglaises. 
Durant la guerre des Deux-Roses (1455 - 1487), ils formèrent après la Bataille de Bosworth, en 1485, le corps des hallebardiers qui vit la victoire de Henri Tudor (futur Henri VII), représentant la Maison de Lancastre, sur son rival Richard III de la Maison d’York. Sous le nom de Yeomen Warders, ils furent dès lors chargés par le vainqueur d’assurer la surveillance de la Tour de Londres.
Ils forment l'élite villageoise et leur nombre diminue au XVIIe siècle.

## U.S. Navy et U.S. Coast Guard
Dans la U.S. Navy et la U.S. Coast Guard, le rang de yeoman s'utilise pour un engagé qui s'occupe de tâches administratives, aussi bien à terre qu'en mer. Le yeoman s'occupe de protocole, d'instructions, d'évaluations d'engagés, d'appels téléphoniques ou de courrier, organise la documentation, et rédige des rapports variés.